# Ústín
Pour les articles homonymes, voir Ustin.
Ústín (en allemand : Austin) est une commune du district et de la région d'Olomouc, en République tchèque. Sa population s'élevait à 448 habitants en 2023.

## Géographie
Ústín se trouve à 6,7 km à l'ouest d'Olomouc, à 59 km au nord-est de Brno et à 204 km à l'est-sud-est de Prague.
La commune est limitée par Těšetice et Křelov-Břuchotín au nord, par Olomouc à l'est, par Hněvotín au sud, et par Luběnice à l'ouest.

## Histoire
La première mention écrite de la localité date de 1078.

## Galerie

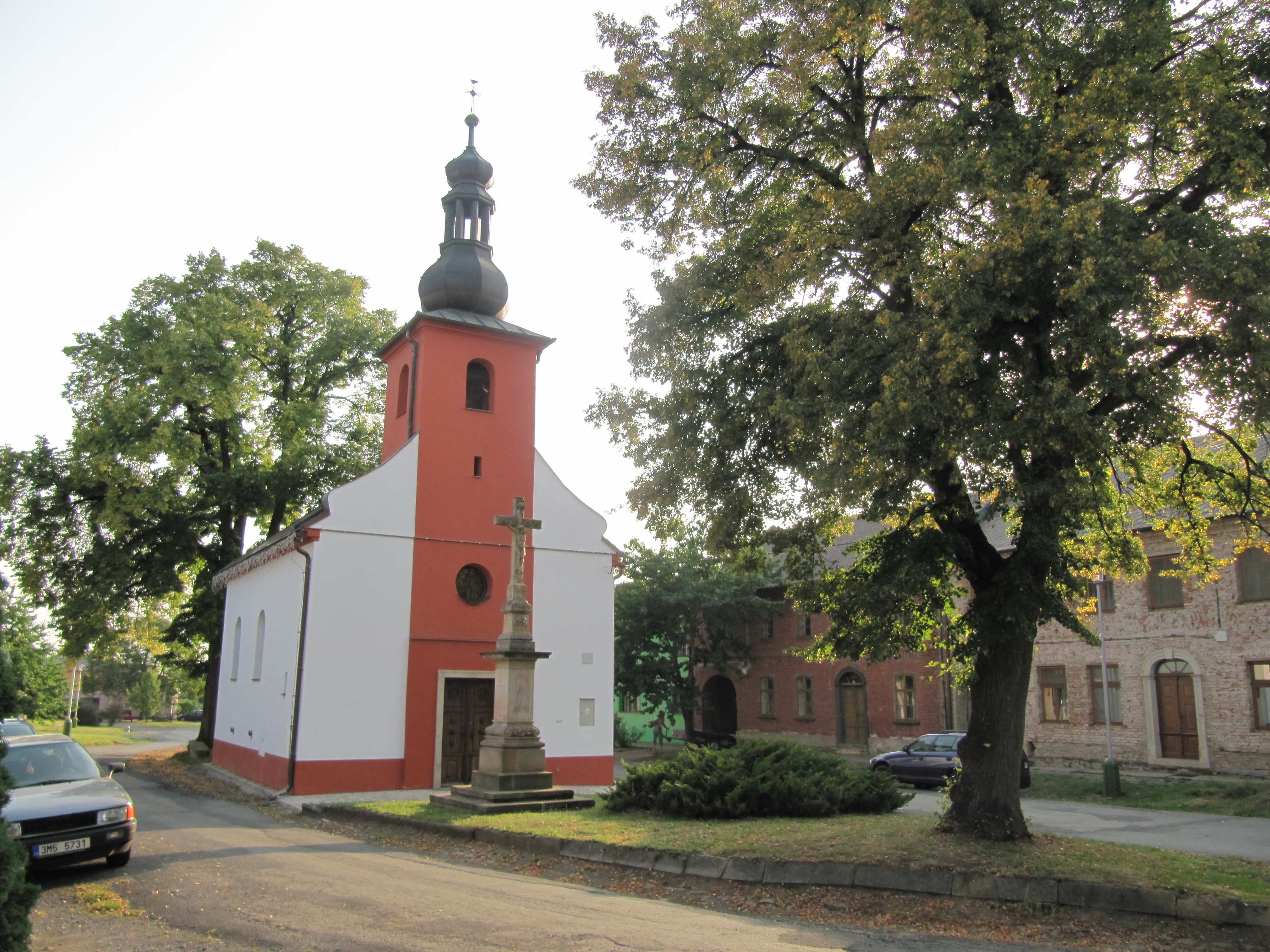
Chapelle Saints-Pierre-et-Paul.
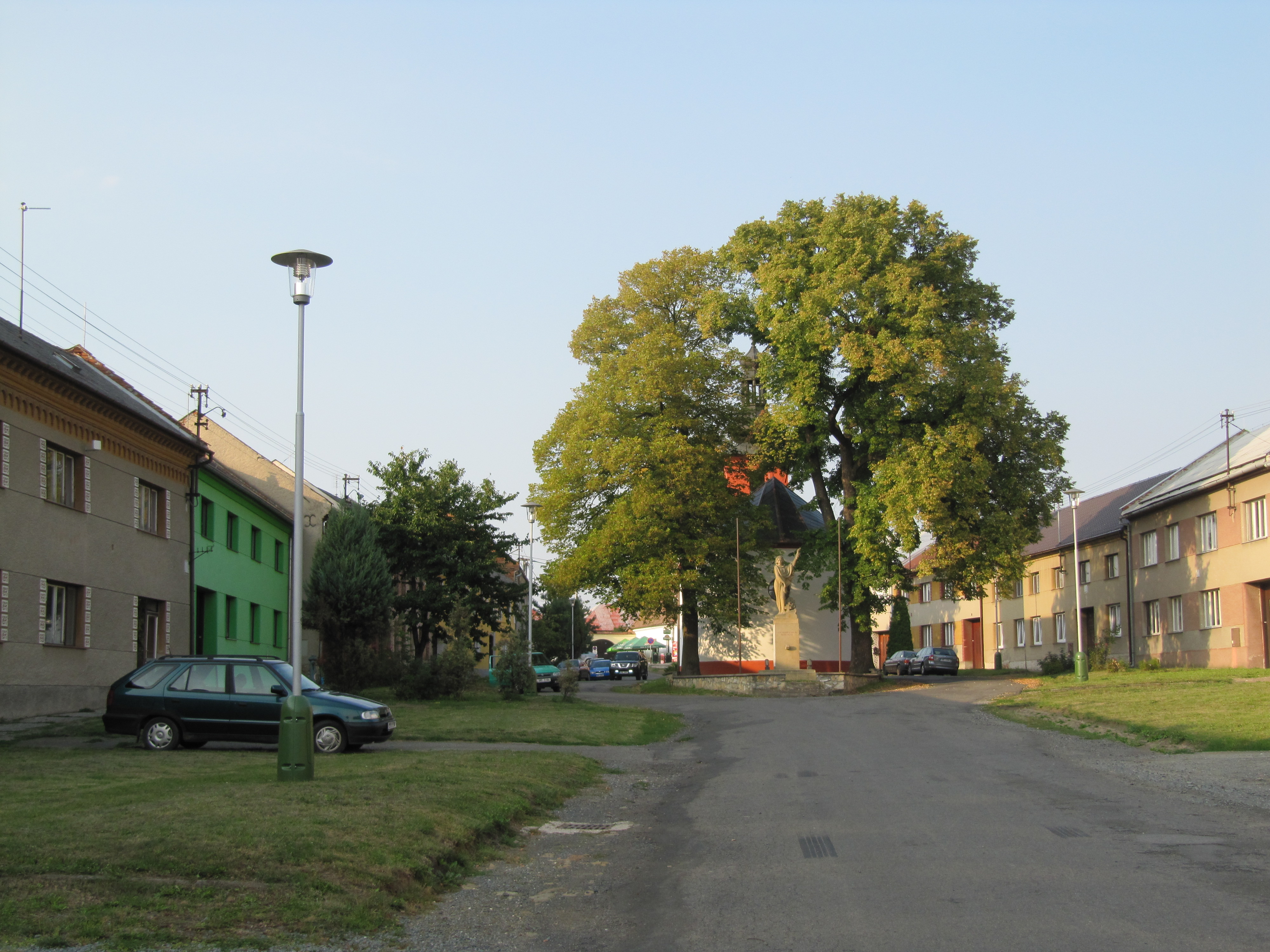
Centre d'Ústín.

## Transports
Par la route, Ústín se trouve à 8 km d'Olomouc, à 77 km de Brno et à 257 km de Prague.